# John Colson
Johnathan John Colson (Lichfield, 1680 – Cambridge, 20 gennaio 1760) è stato un pastore anglicano inglese e quinto professore lucasiano di matematica all'università di Cambridge dal 1739 al 1760.

## Biografia
Figlio di un ecclesiastico di Lichfield, nel 1699 si immatricolò all'Oxford dove frequentò il Christ Church senza giungere tuttavia alla laurea. Fu professore di matematica a Rochester. Tradusse in lingua inglese numerose opere di matematica scritte primitivamente in lingua latina. Nel 1713 fu eletto alla Royal Society. Nel 1724 fu nominato vicario di Chalk, un villaggio del Kent nei pressi di Gravesend. Lo stesso anno giunse all'università di Cambridge, dove rimase dapprima come fellow al Sidney Sussex College e dal 1739 come professore lucasiano di matematica. A Cambridge fu molto stimato per le qualità didattiche e come traduttore. Nel 1736 tradusse in inglese il De Methodis Serierum et Fluxionum di Newton; tradusse inoltre dall'italiano le Instituzioni analitiche ad uso della gioventù italiana di Maria Gaetana Agnesi, che vennero tuttavia pubblicate postume solo nel 1801.